# 南崴子街道
南崴子街道，是中华人民共和国吉林省长春市公主岭市下辖的一个乡镇级行政单位。

## 行政区划
南崴子街道下辖以下地区：
南崴子社区、河北村、长兴村、大兴村、刘大壕村、温家村、南崴子村、大榆树村、房身岗子村、大泉眼村、安家村、六家村、三道梁子村和鲜丰村。